# Antonio Santucci (vescovo)
Antonio Santucci (Magliano de' Marsi, 30 ottobre 1928 – Magliano de' Marsi, 26 settembre 2018) è stato un vescovo cattolico italiano.

## Biografia

### Ministero sacerdotale
Fu ordinato sacerdote il 1º luglio 1951 e iniziò il suo ministero presso la diocesi di Avezzano dove nel tempo ricoprì i ruoli di rettore del seminario diocesano dal 1955 al 1973, parroco di Carsoli dal 1973 e vicario generale della diocesi dal 1º novembre 1979.

### Ministero episcopale
L'8 maggio 1985 papa Giovanni Paolo II lo nominò vescovo di Trivento in sostituzione del vescovo Antonio Valentini, promosso arcivescovo di Chieti. Ricevette la consacrazione episcopale il 22 giugno successivo dal cardinale Bernardin Gantin, prefetto della Congregazione per i vescovi, co-consacranti Biagio Vittorio Terrinoni, vescovo di Avezzano e Achille Palmerini, vescovo emerito di Trivento. Prese possesso canonico della diocesi il 27 luglio 1985.
Durante il suo episcopato, oltre ad effettuare due visite pastorali, celebrò il sesto sinodo diocesano e nel 2001 il secondo congresso eucaristico.
Rinunciò alla cattedra di San Casto il 17 ottobre 2005, rimanendovi come amministratore apostolico fino al 18 dicembre, data della presa di possesso del suo successore Domenico Angelo Scotti. Si ritirò a San Giovanni Rotondo.
Morì il 26 settembre 2018 all'età di 89 anni.

## Genealogia episcopale
La genealogia episcopale è:
- Cardinale Scipione Rebiba
- Cardinale Giulio Antonio Santori
- Cardinale Girolamo Bernerio, O.P.
- Arcivescovo Galeazzo Sanvitale
- Cardinale Ludovico Ludovisi
- Cardinale Luigi Caetani
- Cardinale Ulderico Carpegna
- Cardinale Paluzzo Paluzzi Altieri degli Albertoni
- Papa Benedetto XIII
- Papa Benedetto XIV
- Papa Clemente XIII
- Cardinale Marcantonio Colonna
- Cardinale Giacinto Sigismondo Gerdil, B.
- Cardinale Giulio Maria della Somaglia
- Cardinale Carlo Odescalchi, S.I.
- Cardinale Costantino Patrizi Naro
- Cardinale Lucido Maria Parocchi
- Papa Pio X
- Papa Benedetto XV
- Papa Pio XII
- Cardinale Eugène Tisserant
- Cardinale Bernardin Gantin
- Vescovo Antonio Santucci